# Jürn Jakob Schultze-Berndt

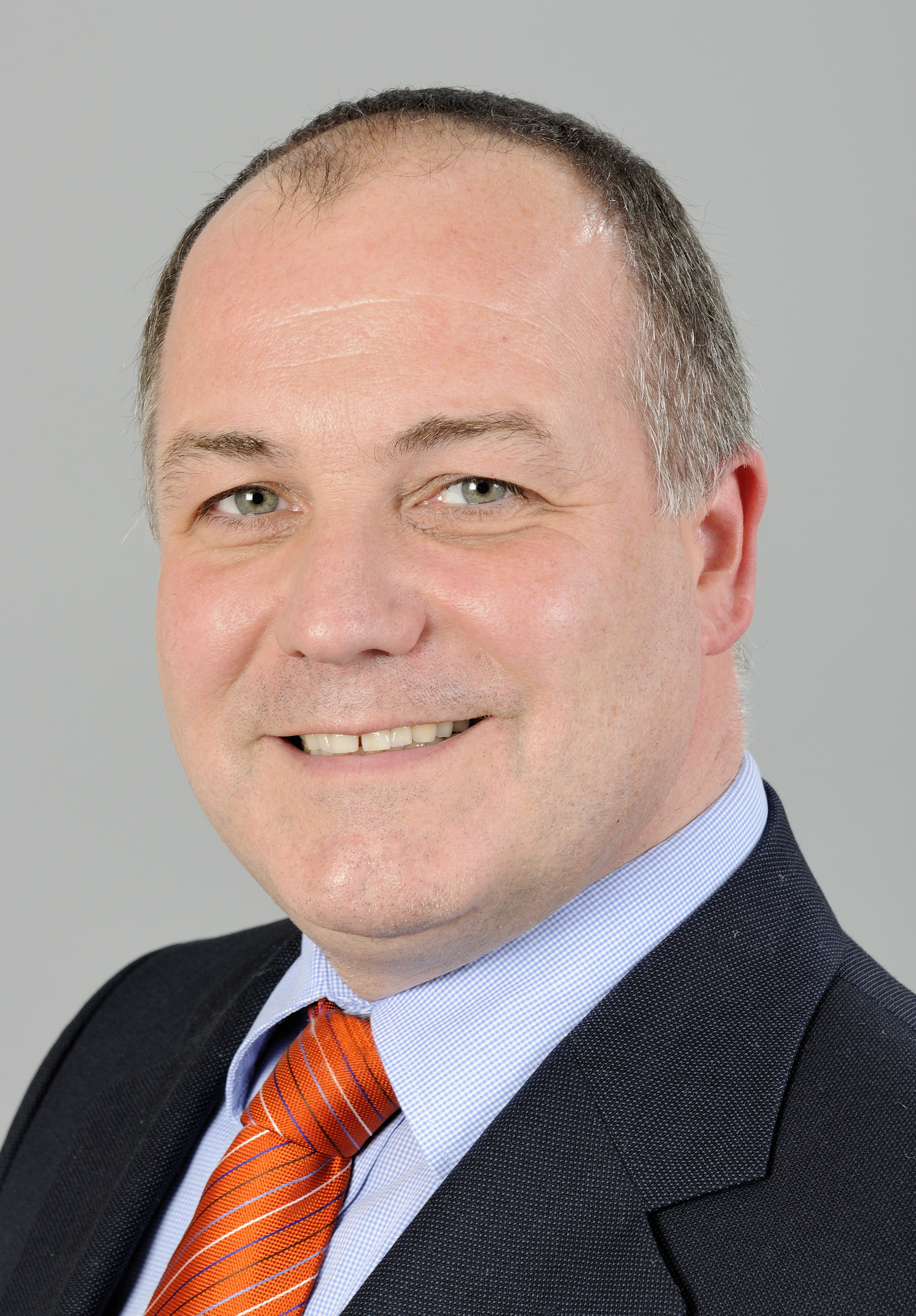
Jürn Jakob Schultze-Berndt (2013)

Jürn Jakob Schultze-Berndt (* 1. November 1966 in Berlin) ist ein deutscher Politiker (CDU). Er war von 1995 bis 1999 und erneut von 2011 bis 2021 Mitglied des Abgeordnetenhauses von Berlin.

## Leben
Nach dem Abitur 1985 am Gymnasium der Evangelischen Schule Frohnau absolvierte Schultze-Berndt von 1986 eine 1988 eine Ausbildung als Industriekaufmann bei der Herlitz AG. Ab 1988 folgte ein Studium der Betriebswirtschaftslehre an der TU Berlin und der Dublin City University, das er 1992 mit dem Diplom abschloss. Seit 1992 ist er für die Assa Abloy Sicherheitstechnik GmbH tätig.
Neben seiner beruflichen Tätigkeit begann Schultze-Berndt sich politisch zu engagieren und wurde Mitglied der CDU. Bei der Abgeordnetenhauswahl 1995 wurde er über die Bezirksliste Reinickendorf erstmals ins Berliner Abgeordnetenhaus gewählt. Er schied mit Ablauf der Legislaturperiode 1999 aus dem Landesparlament aus und war im Anschluss bis 2011 Vorsitzender der CDU-Fraktion in der Bezirksverordnetenversammlung Reinickendorf. Bei der Wahl zum Abgeordnetenhaus von Berlin 2011 am 18. September 2011 gelang ihm im Wahlkreis Reinickendorf 6 der erneute Einzug in das Abgeordnetenhaus. Das Direktmandat verteidigte er bei der Abgeordnetenhauswahl 2016. Im August 2020 kündigte Schultze-Berndt an, für die Wahl zum Abgeordnetenhaus 2021 auf eine erneute Kandidatur zu verzichten.
Schultze-Berndt ist verheiratet und hat zwei Kinder.